# Barfodsdans
Barfodsdans er en dansk stum balletfilm fra 1911 produceret af Regia Kunstfilms Kompagni og med Clara Wieth i hovedrollen.

## Medvirkende
- Clara Wieth